# Epidendrum oxysepalum
Epidendrum oxysepalum är en orkidéart som beskrevs av Eric Hágsater och E.Santiago. Epidendrum oxysepalum ingår i släktet Epidendrum och familjen orkidéer. Inga underarter finns listade i Catalogue of Life.